# نوكيا 701
نوكيا 701' جهته يحمل شاشة لمس IPS LCD بـ 3. 5″ (640×360 pixels) مع تقنية ClearBlack Display، معالج بسرعة 1 GHz، كاميرا autofocus بدقة 8 MPx مع إضاءة LED مزدوجة و تكبير رقمي بـ 2x، كاميرا أخرى أمامية، ذاكرة داخلية بـ 8Go، منفذ microSD، البلوتوث/3G/Wifi/aGPS و الـ NFC. و الأبعاد هي كالتالي
117,3 56,8 11 مم بوزن 131 غرام.

## الذاكرة
- الذاكرة الداخلية: 8 جيجا بايت
- دعم بطاقة الذاكرة Micro SD حتى 32 جيجابايت (بحد أقصى 40 جيجابايت إجمالاً)

## التوصيل
- Blue-tooth 3.0
- أنماط عمل البلوتوث 	A2DP . AVRCP . BIP . DUN . FTP . GAP . GOEP . HFP . HSP . OPP . PBAP . SAP . SDP . SPP
- واي فاي Wi-Fi n
- إصدار اليو إس بي microUSB 2
- موصل صوت وصورة (AV) مقاس 3.5 ملم
- منصة البرامج وواجهة المستخدم
- مزايا التوصيل الاتصال قريب المدى . استضافة يو إس بي . عرض تلفازي . دعم التركيب والتشغيل العالمي
- Symbian^3 OS لـ Nokia
- Java MIDP 2.1
- Qt 4.6.2، Web Runtime 7.2
- تحديثات البرامج عبر الأثير (FOTA) وعبر الإنترنت (FOTI)
- Flash Lite 4.0
- OMA DM 1.2، OMA Client provisioning 1.1

## التطبيقات

### التطبيقات الرئيسية
التقويم، الأسماء، مشغل الموسيقى، الإنترنت، الرسائل، الصور، متجر Ovi، الخرائط، الفيديو، WebTV، محررات مستندات Office، محرر الفيديو والصور، البريد، الراديو ، ASPHALT 5 ، FRUIT NINJA ، ....الخ

### تطبيقات الحاسب الشخصي
نوكيا OVI سوت، نوكيا OVI بلاير ، يمكنك تحديثه إلى سميبيان بيل FP1 عبر الحاسوب

## الكاميرا
- كاميرا بدقة 8 ميجابكسل
- مصباح فلاش LED ثنائي من الجيل الثالث
- برنامج التعرف على الوجه
- بؤرة تركيز كاملة
- زووم يصل إلى 3x (رقمي) للصور الثابتة
- زوم يصل إلى 3x (رقمي) للفيديو
- تصوير الفيديو 1280 × 720 (HD)
- دقة الكاميرا الأمامية 0.3 ميغا بيكسل
- كاميرا ثانوية لمكالمات الفيديو، (VGA، 640 × 480 بكسل)

## الأكسسوارات
- سماعة Nokia J
- الطاقة الإضافية DC-11 من Nokia
- مسند الحمل العالمي CR-115 من Nokia
- Play 360°
- حامي الشاشة CP-5032
- الغطاء الصلب CC-3019

## منوع
- زمن الاستعداد 504 ساعة
- زمن التحدث 1020 دقيقة
- زمن الاستعداد في الجيل الثالث 551 ساعة
- زمن التحدث في الجيل الثالث 387 دقيقة
- زمن تشغيل الصوتيات 71.4 ساعة
- زمن تشغيل الفيديو 8.9 ساعة
- مزايا جديدة 	بوصلة . تخميد الضجيج